# Mohamed Ouriaghli
Le texte peut changer fréquemment, n’est peut-être pas à jour et peut manquer de recul. 
Le titre et la description de l'acte concerné reposent sur la qualification juridique retenue lors de la rédaction de l'article et peuvent évoluer en même temps que celle-ci.
 (novembre 2019).
Si vous disposez d'ouvrages ou d'articles de référence ou si vous connaissez des sites web de qualité traitant du thème abordé ici, merci de compléter l'article en donnant les références utiles à sa vérifiabilité et en les liant à la section « Notes et références ».

Mohamed Ouriaghli, né le 21 novembre 1967 à Hasselt est un homme politique belge, membre du PS.

## Biographie
Élu conseiller communal en 1995, Mohamed Ouriaghli assure la présidence du Foyer Bruxellois six ans plus tard avant de devenir échevin chargé des Propriétés communales et du Parc automobile en 2006.
L’ex-échevin de la Ville de Bruxelles et actuel député bruxellois Mohamed Ouriaghli a été inculpé pour corruption passive et infractions en matière de marchés publics.

## Fonctions politiques
- Echevin à la Ville de Bruxelles
- députée au Parlement bruxellois, 
  - depuis le 23 juin 2009
    - délégué à la Communauté française de 2009-2014